# فلوريان هوبنر
فلوريان هوبنر (بالألمانية: Florian Hübner)‏ (1 مارس 1991 ألمانيا ألمانيا - ) هو لاعب كرة قدم ألماني يلعب كمدافع.

## روابط خارجية
- فلوريان هوبنر على موقع قاعدة بيانات كرة القدم.إي يو (الإنجليزية)
- فلوريان هوبنر على موقع بيانات كرة القدم. دي إي (الألمانية)
- فلوريان هوبنر على موقع Soccerway.com (الإنجليزية)
- فلوريان هوبنر على موقع عالم كرة القدم.نت (الإنجليزية)